# Албрехт VIII фон Лайзниг
Албрехт VIII фон Лайзниг (на немски: Albrecht VIII Burggraf von Leisnig; † 8 декември 1411) е бургграф на замък Лайзниг (1353 – 1387), господар на Роксбург (1358 – 1408) и Пениг (1359 – 1408) в Саксония.

## Произход
Той е син на бургграф Ото I фон Лайзниг († 1363) и съпругата му Елизабет фон Алтенбург († 1363/1364), единствена дъщеря и наследничка на бургграф Албрехт IV фон Алтенбург († 1327/1328), господар на Роксбург, Валдхайм, и Спиника Кутел († 1340).
Брат му Ото е бенедиктанец (1353 – 1367) и пропст на Пениг (1367). Сестра му Агнес фон Лайзниг († 1359) е омъжена пр. 4 март 1355 г. за фогт Хайнрих III Ройс фон Плауен, господар на Грайц († 1368).
Родът на бургграфовете на Лайзниг измира през 1538 г.

## Фамилия
Албрехт VIII фон Лайзниг се жени за София фон Валденбург († сл. 1394), дъщеря на Йохан фон Валденбург-Рабенщайн, Волкенщайн, († сл. 1385). Тя е внучка на Хайнрих фон Валденбург-Волкенщайн († сл. 1343) и Еуфемия († сл. 1317), и правнучка на Анарг I фон Валденбург-Волкенщайн († 1317) и Аделхайд фон Плауен († 1317). Те имат децата:
- Албрехт IX Вирт фон Лайзниг († сл. 30 август 1436), бургграф и граф на Лайзниг, господар на Роксбург, Пениг и Мутцшен, женен за Фридерун († сл. 1433); имат шест деца
- София фон Лайзниг († сл. 1416), абатиса на манастир „Св. Мариенщерн“ (1406 – 1416)
- Елизабет фон Лайзниг-Пениг († 1376/1411), омъжена I. на 5 февруари 1375 г. за Йохан фон Голсен († 1376), II. пр. 1393 г. за Гебхард XII фон Кверфурт († 1394/1402)
- Юта фон Лайзниг († 1420), омъжена за Файт I фон Шьонбург-Глаухау († пр. 1422)